# Procandea marcia
Procandea marcia är en insektsart som först beskrevs av William Lucas Distant 1908.  Procandea marcia ingår i släktet Procandea och familjen dvärgstritar. Inga underarter finns listade i Catalogue of Life.